# Medieval City of Rhodes
Medieval City of Rhodes är en fornlämning i Grekland.   Den ligger i prefekturen Nomós Dodekanísou och regionen Sydegeiska öarna, i den sydöstra delen av landet, 400 km öster om huvudstaden Aten. Medieval City of Rhodes ligger 18 meter över havet.
Terrängen runt Medieval City of Rhodes är platt. Havet är nära Medieval City of Rhodes åt nordost.  Närmaste större samhälle är Rhodos, 0,46 km sydväst om Medieval City of Rhodes. 